# Jan Baczewski
Jan Baczewski (ur. 13 grudnia 1890 w Gryźlinach, zm. 20 czerwca 1958 w Gdańsku) – polski działacz polityczny i oświatowy w Niemczech, w okresie Republiki Weimarskiej poseł do pruskiego Landtagu, poseł do polskiego Sejmu Ustawodawczego (1947–1952).

## Życiorys
Pochodził z wielodzietnej rodziny katolickiej od pokoleń osiadłej na Warmii. Ukończył gimnazjum w Braniewie oraz szkołę rolniczą w Olsztynie. W styczniu 1919 Jan Baczewski kierował polską akcją plebiscytową na Warmii, należał do Warmińskiej Rady Ludowej. Był zwolennikiem ustalenia granic Polski z Niemcami w oparciu o prawa historyczne, czyli przywrócenie granic Polski z czasów przed rozbiorami.
W 1920 znalazł się wśród współzałożycieli Związków Polaków w Prusach Wschodnich i Towarzystwa Szkolnego w Olsztynie, a następnie placówek w całej Polsce. Funkcję prezesa Towarzystwa Szkolnego sprawował do 1932. Dzięki jego wysiłkom w grudniu 1928 władze pruskie wydały ordynację zezwalającą na otwieranie polskich szkół prywatnych na terenach autochtonicznych, a następnie 8 listopada 1932 otworzono pierwszą od 160 lat polską szkołę średnią na ziemiach niemieckich – Gimnazjum Polskie w Bytomiu.
W 1922 założył Związek Polaków w Niemczech. W latach 1922–1928 sprawował mandat posła na sejm Prus, wybrany z listy krajowej organizacji mniejszościowych, a w 1924 był współzałożycielem Związku Mniejszości Narodowych w Niemczech. Od 1929 mieszkał na stałe w Berlinie, w 1934 wycofał się z aktywnego udziału w życiu politycznym w związku z konfliktami w łonie mniejszości polskiej.
1 września 1939 został aresztowany i zesłany do obozu Sachsenhausen.
Po wojnie w 1945 Jan Baczewski został wybrany na burmistrza Dębna. W latach 1947–1952 sprawował funkcję posła na Sejm Ustawodawczy z ramienia Stronnictwa Ludowego, a później Zjednoczonego Stronnictwa Ludowego (z okręgu Szczecin). Zasiadał w Komisjach Spraw Zagranicznych oraz Ziem Odzyskanych i Repatriacji.
Zmarł 20 czerwca 1958, został pochowany w Alei Zasłużonych na cmentarzu w Olsztynie. Jest patronem Publicznej Szkoły Podstawowej SPSK w Gryźlinach. W 1961 zostały opublikowane Wspomnienia Warmiaka jego autorstwa.
Odznaczony Krzyżem Oficerskim Orderu Odrodzenia Polski.
Był żonaty z Łucją z Biernatowskich (1891–1965), mieli trzech synów: lekarza weterynarii Zbigniewa (ur. 1921), poległego podczas II wojny światowej Tadeusza (1922–1945) i adwokata Stefana (ur. 1922). Przez długi czas związany z miejscowością Rangsdorf w Brandenburgii. Jego dom został uznany przez władze niemieckie za pomnik kultury, jednak w sierpniu 2010 spłonął w niewyjaśnionych okolicznościach.